# Mmamoloko Kubayi-Ngubane
Mmamoloko Tryphosa Kubayi-Ngubane, née le 8 mai 1978 à Soweto, est une femme politique sud-africaine, membre du congrès national africain (ANC) et députée depuis 2009.
Elle occupe plusieurs postes ministériels sous les gouvernements de Jacob Zuma et Cyril Ramaphosa : ministre de l'Énergie (2017), des Communications (2017-2018), de la Science et de la Technologie (2018-2019), du Tourisme (2019-2021), de la Santé par intérim (2021), du Développement humain (2021-2024) et de la Justice depuis 2024.
Elle a également été membre de la Ligue de jeunesse du Congrès national africain et conseillère municipale de Johannesbourg (2006-2009).

## Biographie

### Origines et études
Mmamoloko Kubayi naît et grandit à Soweto. Elle vit alors avec sa famille dans une cabane. Sa mère est une employée de maison et une fervente partisane du Congrès national africain. Mmamoloko Kubayi tombe enceinte à l'âge de 17 ans et donne naissance à un fils. Malgré les difficultés, elle termine son parcours scolaire en 1997, avec des résultats lui permettant d'accéder à l'université. Elle fréquente le campus de Soweto de l'université Vista et obtient une licence en psychologie et sociologie en 2000. Elle rejoint également, durant son parcours universitaire la Ligue de jeunesse du Congrès national africain. Elle obtient un diplôme de gestion de projet dans l'établissement Damelin (en) en 2002.
En 2015, elle suit une formation complémentaire, en administration publique à l'université du Witwatersrand.

### Carrière professionnelle
Mmamoloko Kubayi est d'abord  employée comme développeur communautaire dans le secteur non gouvernemental. Elle est ensuite employée à la First National Bank en tant que spécialiste du développement des compétences, puis trouve un emploi dans la division des services bancaires aux entreprises de la Nedbank.
Elle travaille ensuite dans le secteur public en tant que facilitatrice du développement des compétences au sein des services du laboratoire national de santé. Elle est ensuite brièvement directrice du cabinet de la vice-présidente d'Afrique du Sud Phumzile Mlambo-Ngcuka,.

### Carrière politique
Mmamoloko Kubayi s'implique en effet de plus en plus dans le domaine politique. En 2006, elle a été élue conseillère municipale de la ville de Johannesbourg et devient présidente de la commission des transports de la municipalité. À cette époque, elle est également membre du Conseil exécutif provincial (PEC) de la Ligue des jeunes de l'ANC du Gauteng et devient rapidement secrétaire provinciale adjointe de la Ligue de jeunesse du Congrès national africain (African National Congress Youth League - ANCYL),.
Elle est élue députée en 2009 et exerce les fonctions de whip au sein de certaines commissions parlementaires, sur les propositions législatives des députés. Elle est également whip en chef adjoint du caucus de l'ANC et membre de la commission permanente des crédits, de la commission du règlement et de la commission de programmation. Puis elle travaille comme conseillère parlementaire auprès du nouveau vice-président de l'Afrique du Sud, Kgalema Motlanthe
En mars 2017, le président Jacob Zuma la nomme au poste de ministre de l'Énergie. Elle succède à Tina Joemat-Pettersson,,. En octobre, elle est nommée ministre des Communications.
En février 2018, le nouveau président, Cyril Ramaphosa, l'a nommée ministre de la Science et de la Technologie.
Après les élections de mai 2019, Mmamoloko Kubayi-Ngubane est nommée cette fois nommé ministre du Tourisme, succédant à ce poste à Derek Hanekom. Elle doit notamment gérer, en 2020, dans cette fonction, l'impact de la pandémie de la Covid-19 sur l'activité touristique. En 2021, elle assure les fonctions de de la Santé, avant d'être nommée ministre du Développement humain. Après les élections de mai 2024, elle est reconduite au même poste dans le gouvernement Ramaphosa III puis elle est nommée ministre de la Justice et du Développement constitutionnel le 3 décembre 2024.

## Vie privée
Elle s'est mariée le 16 septembre 2017 à Joel Sihle Ngubane. Elle a deux enfants dont le premier étant né quand elle avait 17 ans.